# Sedum griseum
Sedum griseum är en fetbladsväxtart som beskrevs av Praeger. Sedum griseum ingår i Fetknoppssläktet som ingår i familjen fetbladsväxter. Inga underarter finns listade i Catalogue of Life.

## Bildgalleri

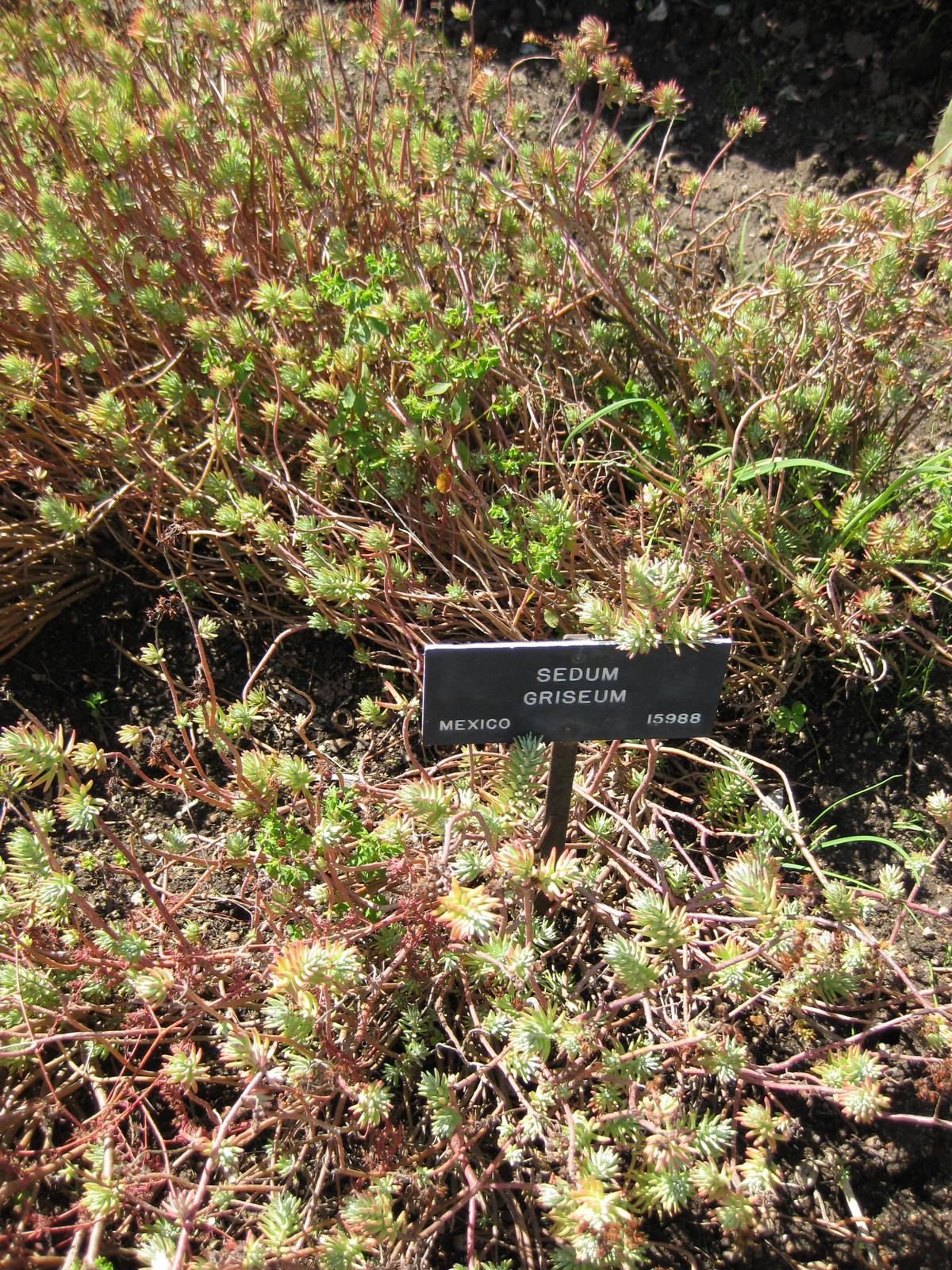